# 哈豐阿 (西爾吉勒特氏)
哈丰阿（穆麟德轉寫：hafungga；1744年—1825年），西尔吉勒特氏，蒙古正黃旗人，清朝武官。
哈丰阿早年历任护军校、委护军参领、副护军参领、护军参领。乾隆五十一年（1786年），补用副将。五十四年（1789年），任四川督标中军副将。五十五年（1790年），署理四川川北镇总兵。六十年（1795年），授二等侍卫。嘉庆二年（1797年），任直隶三屯营副将。四年（1799年），升天津镇总兵。次年改任泰宁镇总兵。六年（1801年），任江南提督。九年（1804年），复任二等侍卫，充伊犂领队大臣、惠宁城领队大臣。十四年（1809年），任喀拉沙尔办事大臣、喀什噶尔帮办大臣。十六年（1811年），任伊犂镇总兵。二十四年（1819年），任三等侍卫。次年升二等侍卫，看守昌陵。道光五年（1825年）去世。